# Anvar Koʻchmurodov
Anvar Koʻchmurodov (Анвар Хатамович Кучмурадов) (ur. 5 stycznia 1970) – uzbecki lekkoatleta specjalizujący się w biegach sprinterskich. Uczestnik igrzysk olimpijskich w Atlancie (1996) i Sydney (2000).

## Występy na igrzyskach olimpijskich
Na olimpiadzie w Atlancie Koʻchmurodov wystąpi w biegu sprinterskim na 100 m. W eliminacjach uzyskał czas 10,71 s i zajął 6. miejsce. Wynik był za słaby by awansować do dalszego etapu zmagań. Został sklasyfikowany łącznie na 67. miejscu.
Na kolejnych igrzyskach olimpijskich w Sydney Koʻchmurodov wystąpił tylko w zmaganiach sztafet 4 x 100 m. Sztafeta z jego udziałem zajęła 8. miejsce w biegu eliminacyjnym z czasem 41,20 s i została ostatecznie sklasyfikowana na 37. miejscu.

## Rekordy życiowe
- bieg na 100 m – 9,9 s (1994)